# Fireflight
I Fireflight sono un gruppo christian rock statunitense, formato nel 1999 a Eustis in Florida.

## Storia

### Primi anni (1999-2004)
Justin Cox e Glenn Drennen erano compagni di scuola. Glenn ebbe l'idea di fondare un gruppo con sua moglie Wendy al basso e Justin. mente cercavano un cantante, sentirono Dawn Richardson (che poi avrebbe cambiato il proprio nome in Dawn Michele) cantare alla cerimonia di laurea; le chiesero di fare parte del gruppo e lei accettò. Tramite amici comuni, incontrarono Phee Shorb, che entrò nel gruppo come batterista.
Il nome "Fireflight", che non ha un significato preciso, venne suggerito da Dawn Michele poco prima che il gruppo si esibisse in una chiesa.
Il gruppo pubblicò, tramite un'etichetta indipendente, l'album Glam-rök nel 2002, a cui fece seguito l'EP On the Subject of Moving Forward nel 2004, poco prima che il gruppo firmasse un contratto con la Flicker Records.

### The Healing of Harms(2004-2007)
Dopo anni passati in tournée, pubblicarono l'album The Healing of Harms, il primo con una major discografica, che conteneva i singoli "You Decide" e "Waiting" che raggiunsero entrambi la prima posizione nelle classifiche statunitensi.
L'album raggiunse la posizione n. 37 nella Top Christian Albums chart, stilata dalla rivista Billboard. Il brano "You Decide", che vedeva la collaborazione con Josh Brown dei Day of Fire, divenne una delle canzoni più richieste di TVU Music Television nell'agosto 2006.
Durante un altro anno di tour, il gruppo provò molte emozioni mentre veniva scritto Unbreakable. Dawn, sul profilo MySpace del gruppo scrisse:

### Unbreakable(2008-2010)
Unbreakable venne pubblicato il 4 marzo 2008. Il singolo omonimo, estratto dall'album nel marzo 2008, fu un altro enorme successo del gruppo, tanto che fu la 14ª canzone christian rock più passata in radio, secondo la Christian CHR chart stilata dalla rivista R&R.

### For Those Who Wait(2011)
Il quarto album in studio del gruppo, For Those Who Wait, venne pubblicato il 9 febbraio 2010. Vennero pubblicati video per i singoli "For Those Who Wait", che venne pubblicato il 1º giugno 2010 sul canale YouTube ufficiale del gruppo, e per "Desperate", che venne pubblicato in concomitanza con l'uscita dell'album.
L'album raggiunse la quinta posizione nella Billboard Hot Christian Albums. L'album venne nominato nella sezione Best Rock/Rap Gospel Album per la 53ª edizione dei Grammy Awards.
Phee Shorb lasciò il gruppo e venne rimpiazzato da Adam McMillion.

### Now(2012-2013)
Il 6 marzo 2012 venne pubblicato il quinto album, intitolato Now, che raggiunse la prima posizione nella Contemporary Christian Charts nella prima settimana dalla pubblicazione.
Il 4 ottobre 2013, il gruppo annuncia che il chitarrista Justin Cox ha lasciato il gruppo, per dedicarsi interamente alla propria famiglia.
Il 21 novembre 2013, con un post sul profilo ufficiale Twitter, il gruppo ha confermato di star componendo materiale per un nuovo album.

### Innova(2014-presente)
Il 15 marzo 2014, il gruppo inizia una campagna sul sito pledgemusic.com per raccogliere fondi e pubblicare il sesto album indipendentemente. L'8 giugno il gruppo annuncia il titolo dell'album, Innova.
Il 6 novembre 2014, in concomitanza con la rivelazione della copertina dell'album, il gruppo annuncia che Innova sarebbe stato pubblicato il 5 maggio 2015.

## Formazione

### Formazione attuale
- Dawn Michele – voce (1999-presente)
- Glenn Drennen – chitarra (1999-presente)
- Wendy Drennen – basso (1999-presente)
- Adam McMillion – batteria (2011-presente)

### Ex componenti
- Phee Shorb – batteria (1999-2011)
- Justin Cox – chitarre (1999-presente)

## Discografia

### Album in studio
- 2002 – Glam-rök
- 2006 – The Healing of Harms
- 2008 – Unbreakable
- 2010 – For Those Who Wait
- 2012 – Now
- 2015 – Innova

### Singoli
| Anno | Titolo                  | Classifica    | Classifica        | Album                |
| Anno | Titolo                  | Hot Christian | Christian Digital | Album                |
| ---- | ----------------------- | ------------- | ----------------- | -------------------- |
| 2006 | You Decide              | 27            | —                 | The Healing of Harms |
| 2006 | Waiting                 | —             | —                 | The Healing of Harms |
| 2007 | It's You                | —             | —                 | The Healing of Harms |
| 2007 | Star of the Show        | —             | —                 | The Healing of Harms |
| 2007 | Attitude                | —             | —                 | The Healing of Harms |
| 2008 | Unbreakable             | 20            | 47                | Unbreakable          |
| 2008 | Brand New Day           | 27            | —                 | Unbreakable          |
| 2008 | The Hunger              | —             | —                 | Unbreakable          |
| 2008 | You Gave Me a Promise   | —             | —                 | Unbreakable          |
| 2009 | Stand Up                | —             | —                 | Unbreakable          |
| 2010 | Desperate               | 33            | 44                | For Those Who Wait   |
| 2010 | For Those Who Wait      | 44            | —                 | For Those Who Wait   |
| 2010 | All I Need to Be        | —             | —                 | For Those Who Wait   |
| 2010 | What I've Overcome      | 31            | —                 | For Those Who Wait   |
| 2011 | Stay Close              | 38            | —                 | Now                  |
| 2012 | He Weeps                | 48            | —                 | Now                  |
| 2012 | Stronger Than You Think | —             | —                 | Now                  |
| 2014 | We Are Alive            | —             | —                 | Innova               |